# Johannes Bank
Johannes Bank (* 29. August 1897 in Einum; † 11. Januar 1976 in Uehrde) war ein deutscher Politiker (Zentrum).
Bank besuchte in Duderstadt das Gymnasium und begann nach dem Abitur sein juristisches und volkswirtschaftliches Studien in Göttingen. In Schlesien arbeitete Bank als Landwirt bei Goldberg. Bis 1934 war er wirtschaftspolitisch tätig. Mit Ende des Zweiten Weltkrieges verlor Bank seine Existenz in Schlesien und kehrte in seinen Geburtsort Einum zurück.
Im Frühjahr 1946 wurde er Mitglied des Landesvorstandes der Deutschen Zentrumspartei. Im April 1946 wurde er Mitglied des Bezirkslandtages Hildesheim. Bank gehörte dem Niedersächsischen Landtag vom 2. Juni 1950, als er für den verstorbenen Georg Kassenbrock nachrückte, bis 1955 an. Er war vom 26. Oktober 1950 bis zum 30. April 1951 stellvertretender Vorsitzender der Zentrums-Landtagsfraktion. Vom 8. Oktober 1953 bis zum 13. Januar 1955 war er Vorsitzender der Fraktion Mitte, mit deren Auflösung er fraktionslos wurde.

## Quelle
- Barbara Simon: Abgeordnete in Niedersachsen 1946–1994. Biographisches Handbuch. Hrsg. vom Präsidenten des Niedersächsischen Landtages. Niedersächsischer Landtag, Hannover 1996, S. 27.

| Personendaten    | Personendaten                      |
| ---------------- | ---------------------------------- |
| NAME             | Bank, Johannes                     |
| KURZBESCHREIBUNG | deutscher Politiker (Zentrum), MdL |
| GEBURTSDATUM     | 29. August 1897                    |
| GEBURTSORT       | Einum                              |
| STERBEDATUM      | 11. Januar 1976                    |
| STERBEORT        | Uehrde                             |